# Amalie Bruun
Amalie Bruun (født 6. januar 1985 i København) er en dansk sangerinde og sangskriver. Hun har udgivet musik i black metal-soloprojektet Myrkur, hvor hun både er sangskriver og multiinstrumentalist. Bruun har udgivet fire studiealbums, et livealbum og to EP'er med Myrkur, og et stdueialbum og tre EP'er som solokunstner. Hun er tidligere forsanger i indiepopbandet Ex Cops, der var aktiv fra 2011-2014.

## Karriere
Hun udgav sit debutalbum i 2006 på Kick Music med 11 sange skrevet af hende selv og hendes far Michael Bruun. Amalie Bruun er også pianist og skriver sange med andre komponister, heriblandt Moh Denebi fra Stockholm. I 2008 lavede hun titelsangen til Reality showet Paradise Hotel. Sangen hedder If You Give It Up og der er også lavet musikvideo i Mexico, hvor showet foregår.
Amalie Bruun tog til New York senere i 2008 og vandt New York songwriters circle international award. Efter noget tid i USA flyttede hun tilbage til sit barndomshjem i Nordsjælland.
I 2010 udgav hun EPen 'Branches', som blev indspillet i Pirate Studios i New York i samarbejde med Watt White.
I august 2010 spillede Amalie Bruun med i en reklamefilm for Chanel parfumen Bleu De Chanel, instrueret af Martin Scorsese, sammen med Gaspard Ulliel og Ingrid Schram.
Hun var ligeledes med i The Lonely Island, "Jack Sparrow", hvor man så hende som Forrest Gumps kone Jenny sammen med Michael Bolton.
I foråret 2012 udsendte hun singlen "Siren", skrevet og produceret i samarbejde med Mark Saunders på A:larm Music.
I foråret 2013 var hun med på sangen "Definition of Rap Flow" af R.A. The Rugged Man.
Siden 2014 har hun udgivet black metal-musik under navnet Myrkur.

## Diskografi
Som Amalie Bruun
- Amalie Bruun (2006)
- Housecat (EP) (2008)
- Branches (EP) (2010)
- Crush (EP) (2012)

Med Ex Cops
- True Hallucinations (LP) (2013)
- Daggers (LP) (2014)

Som Myrkur
- Myrkur (EP) (2014)
- M (2015)
- Mausoleum (Live album) (2016)
- Mareridt (2017)
- Folkesange (2020)
- Ragnarok: Original Soundtrack (2023)
- Spine (2023)